# Božava
Božava je naselje i mala luka na sjeveroistočnoj obali Dugog otoka, uz slabo obrađeno Božavsko polje; 127 stanovnika (2001.).
Niska obala od pločastih vapnenaca okružena je borovom šumom. U blizini je otok Zverinac i naselje Soline s nadaleko poznatom plažom Saharun, jednom od najljepših pješčanih plaža na Jadranu koja je dugi niz godina bila zapuštena, ali je sada uređena s dodatnim sadržajima kao npr. koktel barom i odbojkom na pijesku.

## O mjestu
Najrazvijenije je turističko mjesto na Dugom otoku, s hotelskim kompleksom i ugostiteljskim objektima. Hoteli su nedavno obnovljeni te je dobivena viša kategorija. Trenutno se razmatra i rušenje preostalog starog dijela turističkog kompleksa i gradnja modernih apartmana visoke kategorije.  Božava je i čuveno ronilačko središte sa školom ronjenja te mjesto s raznovrsnim zabavnim priredbama. Mjesto se odlikuje lijepim plažama i uvalama te čistim morem, zbog čega je i često odredište nautičara. Marina je zaštićena s lukobranom i ima tekuću vodu i struju. U mjestu ima ambulanta, pošta, pekara, kiosk u sklopu hotela i dvije prodavaonice mješovite robe. Posebnu draž mjestu daju guste borove šume kojima su okruženi božavski hoteli i apartmani. Dugogodišnji gosti Božave su između ostalih Arsen Dedić i Gabi Novak. U uvali Zagračina sjeverno od mjesta postoji vojni pomorski tunel koji je sagradila JNA kao sklonište za ratnu flotu. Tunel je prilično devastiran, ali ga je moguće razgledati.

## Stanovništvo
| broj stanovnika | 180   |       | 195   | 239   | 277   | 261   | 335   | 248   | 260   | 269   | 262   | 248   | 139   | 166   | 127   | 116   | 118   |
|                 | 1857. | 1869. | 1880. | 1890. | 1900. | 1910. | 1921. | 1931. | 1948. | 1953. | 1961. | 1971. | 1981. | 1991. | 2001. | 2011. | 2021. |

## Promet
Mjesto je s ostalim naseljima na otoku i trajektnom lukom u Brbinju povezano otočnom cestom, a frekventna je i cjelogodišnja brodska veza sa Zadrom i sezonska s Anconom. Trajektne veze održava Jadrolinija s M/T Vladimir Nazor kapaciteta 70 automobila. Direktna veza Zadar-Božava održava se katamaranom "Antonija" brodara G&V Line Iadera. Postoji i autobusna linija koja povezuje mjesta na otoku s glavnom trajektom lukom, ali je slaba povezanost između južnog i sjevernog djela otoka. Jedina benzinska postaja u mjestu je Zaglavu oko 33 km južno od Božave. Njome se koriste i nautičari jer je između Maloga Lošinja i Murtera ne postoji niti jedna druga.

## Povijest
Ostatci utvrđenih naselja potječu iz doba Ilira. Prema nekim nalazima na položaju Šipnata, pretpostavlja se da su Slaveni ondje osnovali svoje naselje već u 9. stoljeću. U pisanim dokumentima prvi se put spominje 1327. pod imenom Bosane. U srednjem vijeku posjed zadarskog benediktinskog samostana sv. Marije. U Morejskom ratu stradava u napadima turskih gusara, a 1686. godine kraj Božave je zarobljena ulcinjska galeota. Božavi gravitiraju i ostala mjesta sjevernog dijela otoka: Soline, Veli rat, Dragove, Verunić, Polje, Brbinj i Savar. Tijekom 20. stoljeća broj stanovnika je opadao zbog ekonomskih i političhih razloga. Danas ima preko 500 potomaka božavske krvi po cijelome svijetu najviše u Sjedinjenim Državama i Australiji. 
Najčešća prezimena u Božavi su: Zupčić, Zorić, Uglešić, Šuljić, Pavlaković, Paretić, Milin, Milić, Margetić, Magaš, Juranov, Jerić, Dunatov, Crvarić, Ciketić, Margetić, Bištirlić i Batković.
Književnik i veliki ljubitelj Božave i Dugog otoka Miljenko Jerić godinama je sustavno istraživao povijest mjesta i susjednih otoka te napisao i knjigu.

## Znamenitosti
Pretpostavlja se da župna crkva sv. Nikole potječe iz 9. stoljeća i u njoj se čuvaju tri gotička procesijska križa iz 14. i 15. stoljeća (radovi zadarskih zlatara Stjepana i Pavla Petrova Kotoranina). Današnji izgled crkve datira iz 1882. godine. Crkvica sv. Nikole na groblju sagrađena je u 9. ili 10. st. (fragmenti kamene oltarne pregrade iz starohrvatskog doba; nadvratnik s reljefom sv. Nikole i uklesanom godinom 1469.; gotičko drveno raspelo iz 15. stoljeća). Na vrhu poluotočića Nediljno je crkvica sv. Nediljice (Sv. Trojstvo) koja se spominje od 17. stoljeća, a na brežuljku Dumbovica crkva Rođenja Djevice Marije. Uz pojedine kuće kraj obale vide se kamenom obzidana dvorišta s puškarnicama, sagrađena za obranu od gusara u 18. stoljeću. 

## Vanjske poveznice
- Dugi otok  Arhivirana inačica izvorne stranice od 18. kolovoza 2006. (Wayback Machine)

|  | Portal Hrvatske – Pristup člancima s tematikom o Hrvatskoj. |